# SIP1
Белок связанный с белком выживания моторных нейронов 1 (англ. Survival of motor neuron protein-interacting protein 1) — белок, который у людей кодируется геном SIP1.

## Взаимодействия
Как было показано белок SIP1 взаимодействует с DDX20 и SMN1.